# União da Juventude Comunista
A União da Juventude Comunista (UJC) é uma organização política brasileira fundada oficialmente em 1927, sendo a ala juvenil do Partido Comunista Brasileiro. Inicialmente chamada de Juventude Comunista, a UJC foi a principal organização da juventude responsável pela criação da União Nacional dos Estudantes em dezembro de 1938. A entidade atua tanto no movimento estudantil (sendo atualmente parte da oposição de esquerda da UNE) quanto entre os jovens trabalhadores se posicionando contra a política de colaboração de classes. Membro da Federação Mundial da Juventude Democrática, a UJC se define como uma escola de quadros e de formação política baseada teoricamente no marxismo-leninismo.

## História

### Federação da Juventude Comunista do Brasil (1927)
O Partido Comunista Brasileiro viveu parte significativa de sua trajetória sob clandestinidade, uma vez que diversos governos do Brasil declaravam sua ilegalidade sob pretextos variados. A partir do modelo definido pela Internacional Comunista, o PCB tinha como tarefa a constituição de sua juventude já definida em seu primeiro estatuto. Até 1929, além do Brasil, haviam sido criadas seções comunistas juvenis no México (1920), na Argentina (1921) e no Uruguai (1923). Entre janeiro e meados de agosto de 1927 os comunistas brasileiros viveram a sua primeira experiência de constituição de um partido de massas, interrompida com a proclamação da Lei celerada que aumentou a repressão contra a organização política dos trabalhadores. Neste período, os comunistas começaram o trabalho de organização de sua juventude.
A reunião entre Astrogildo Pereira (Secretário-Geral do PCB) e um grupo de estudantes universitários resultou na formação de duas células no Rio de Janeiro. As funções dessas células eram de agitação e propaganda do partido, da União Soviética e do socialismo, além de organizar centros acadêmicos. Nesse grupo inicial de estudantes esteve Leôncio Basbaum. A organização passou a ser denominada como Federação da Juventude Comunista do Brasil (FJCB), sendo definida como responsável pelo trabalho de recrutamento, formação ideológica e militância junto aos segmentos jovens, em especial os jovens operários. Apesar da presença de estudantes e algumas tentativas para que se organizasse os comunistas nesse meio, as ênfases dos jovens comunistas estiveram voltadas para os jovens operários.
Em 1929 a JC atingia o número de 25 células pelo Brasil com mais de 120 membros ativos. A juventude servia não somente como uma organização auxiliar do partido, mas também como um espaço de formação política de futuros quadros militantes. Tinha como foco de atuação o anti-imperialismo e o antimilitarismo. Em 04 de janeiro de 1929, após o III Congresso do PCB, é realizado o I Congresso da JC que na época possuía à sua frente Astrojildo Pereira.

### Era Vargas (1930)
Na década de 1930, tanto o PCB quanto a FJCB aderiram à influência do obreirismo. Durante a 3ª Conferência dos Partidos Comunistas da América do Sul e Central em 1934, houve um relato sobre a situação da juventude trabalhadora no Brasil que sofria com a miséria e opressão.
A JC participou da Conferencia Nacional de Estudantes Antifascistas onde ocorreu uma série de conflitos físicos entre os Comunistas e os Integralistas. Num dos mais famosos confrontos, a chamada Batalha da Praça da Sé em São Paulo em 1934, houve diversos feridos e quatro mortos, sendo um militante da Juventude Comunista. No mesmo ano, em outubro, um de seus quadros mais ativos, o jovem militante judeu Tobias Warchavski, foi encontrado morto após desaparecer no Rio de Janeiro. O crime gerou forte comoção e mobilizou intelectuais e estudantes em defesa dos direitos civis, consolidando o antifascismo como causa pública no país. Investigações posteriores, no entanto, indicaram que Warchavski teria sido vítima de um "justiçamento" ordenado por dirigentes do próprio partido, sob a acusação de traição — um episódio que marcou a trajetória da organização e segue sendo objeto de debate historiográfico.

#### Criação da UNE (1937)
Sob alegação de sectarismo, a FJCB foi dissolvida pelo PCB em 1937. No entanto, os jovens comunistas ligados ao comitê central do partido eram ainda coordenados pela Comissão Juvenil Nacional (CJN) e passaram a intensificar sua atuação no movimento estudantil e onde tiveram papel fundamental para a criação da União Nacional dos Estudantes em dezembro de 1938. Na década de 1940, mesmo com forte repressão, os comunistas se mobilizaram pela entrada do Brasil na Segunda Guerra Mundial juntos aos aliados. Em abril de 1945, o PCB volta à legalidade com permissão para atuar livremente na sociedade.

### União da Juventude Comunista (1947)
Em 1946, o PCB voltou a tomar iniciativas para organizar as ações de juventude em uma organização própria. Foi feita então a resolução de fundação da União da Juventude Comunista (UJC) em 1947. Porém o partido foi novamente posto na ilegalidade pelo governo Dutra, e por consequência, todas as organizações comunistas.
Na década de 1950, um dos objetivos dos jovens comunistas brasileiros era o de impedir a participação do Brasil na Guerra da Coreia ao lado dos Estados Unidos, além de forte participação na campanha do "O Petróleo é Nosso". Com a crise do movimento comunista internacional decorrente das resoluções do XX Congresso do Partido Comunista da União Soviética onde Kruschev faz críticas ao período da direção de Stálin na URSS, o Partido Comunista Russo abre-se para a filiação de qualquer pessoa sem nenhum critério. O PCB também foi atingido por estas mudanças, principalmente em seu núcleo dirigente onde se trava forte luta interna. Esta luta culminaria na fundação do PCdoB em 1962. Na UJC, alguns militantes saem e vão para o PCdoB.

### Ditadura militar (1964)
O Golpe de Estado no Brasil em 1964 contribuiu para uma dispersão dos militantes da UJC devido ao caráter anticomunista da ditadura. No entanto, no ano seguinte, a UJC assume cargos na direção na UNE ainda na ilegalidade. O movimento estudantil teve papel importante no combate à ditadura, onde em parte desenvolve a política do PCB do enfrentamento com amplos movimentos de massas em mobilizações que reivindicavam a volta da legalidade democrática.
Com a derrota da luta armada de esquerda no Brasil, a ditadura volta sua atenção para o PCB. Inicia-se novamente uma forte perseguição aos comunistas onde 1/3 do Comitê Central do PCB é assassinado, assim como muitos jovens da UJC. Mesmo assim, participaram do Encontro Nacional dos Estudantes que definiu pela reorganização da UNE.

### Nova República (1980)
Com a volta dos exilados e com a lei da anistia, a UJC ressurge em 1985 junto com a legalidade do PCB. Porém já se iniciava a disputa interna que culminaria no racha de 1992, com a fundação do PPS. Diversos membros da comissão de reorganização da UJC foram substituídos e vários jovens saíram do PCB com Luis Carlos Prestes. Com a dissolução da União Soviética, houve a justificativa por parte da direção do partido para uma mudança que apontava para a constituição uma nova organização. Em resposta, é fundado o Movimento Nacional em defesa do PCB que, em caráter de extraordinário, convoca um novo X Congresso para reconstruir o partido.

### Reconstrução do partido e juventude (1993 - atualidade)

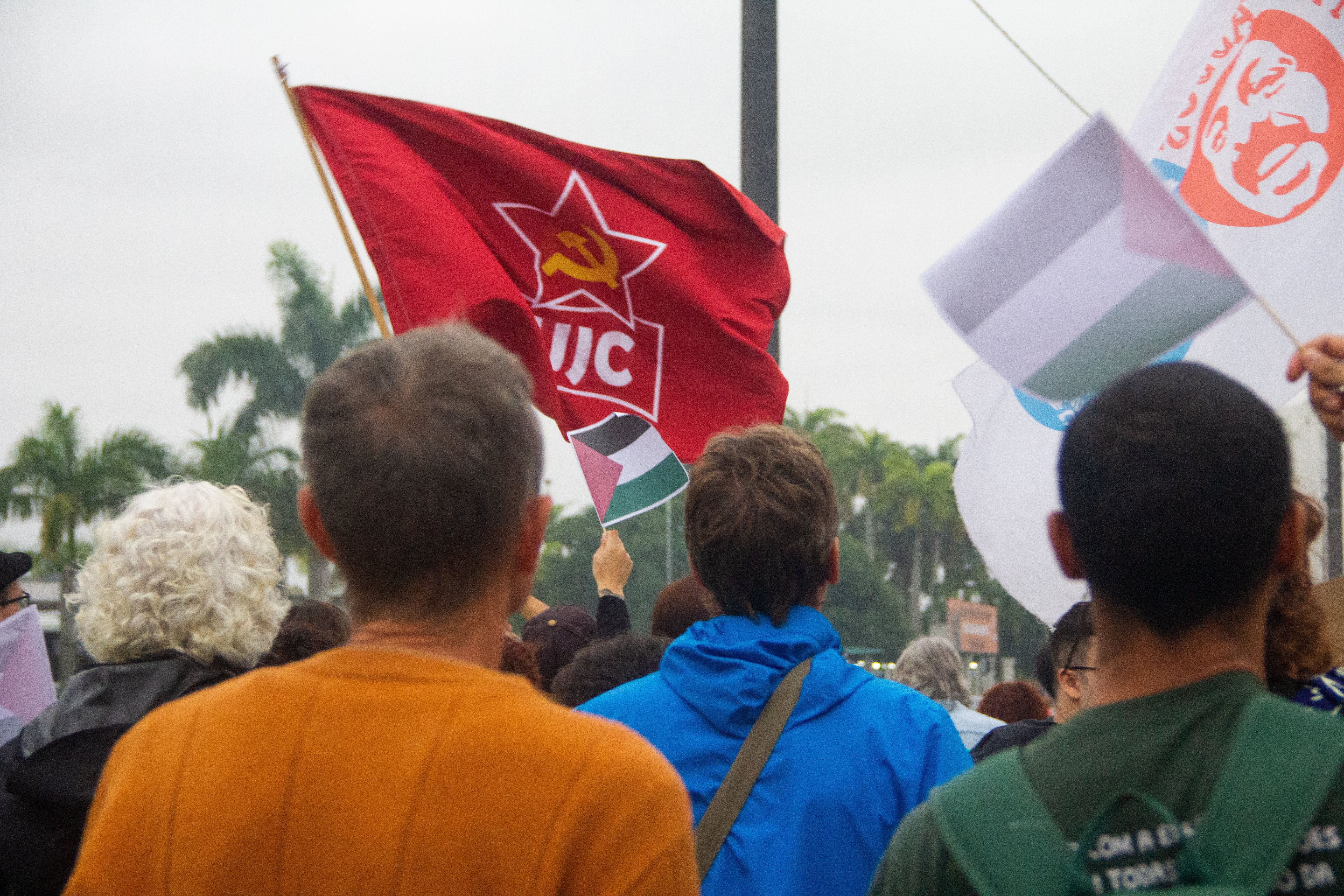
UJC em um Protesto Pró-Palestina em Florianópolis.

Em março de 1993 se realiza novamente o X Congresso do PCB, que aprova a reativação da UJC. As teses para o X congresso do PCB afirmavam “Ter especial atenção com a formação dos jovens comunistas, com a ativa renovação revolucionária da UJC, como instrumento de atuação dos comunistas na juventude".
Nos anos seguintes a UJC volta a participar da UNE e procura desenvolver outras frentes de atuação. Em 2000 foi aprovada uma resolução congressual do PCB que permitia a ativação ou desativação da UJC nos Estados conforme a prioridade do Partido em cada região. Foi constituída uma comissão nacional provisória da UJC enquanto era preparado o Congresso de Reorganização da UJC. Formado desde o Congresso da UNE de 1997, o movimento denominado "A Hora É Essa!" substituiu a UJC enquanto forma organizativa da juventude comunista no Movimento Estudantil até o ano de 2005, quando se deu a realização do congresso de reorganização.
Neste último período, a UJC intensificou sua intervenção no movimento estudantil principalmente a partir do Movimento por uma Universidade Popular (MUP), no movimento cultural através de experiências e propostas dos núcleos de cultura dos estados e na organização dos jovens trabalhadores.

## Congressos
- I Congresso: 4 de janeiro de 1929
- II Congresso: agosto de 1994
- III Congresso: ?
- IV Congresso: junho de 2006[41]
- V Congresso: 1-4 de abril de 2010[42]
- VI Congresso: 2012[43]
- VII Congresso: 21 de abril de 2015[44]
- VIII Congresso: 29 de março a 1 de abril de 2018[45]
- IX Congresso: 11 à 15 de novembro de 2022[46]

## Ex-militantes notórios
- Anita Leocádia Prestes
- Carlos Marighella[47]
- David Capistrano da Costa Filho
- Guilherme Boulos
- João Saldanha
- Jones Manoel
- Leôncio Basbaum
- Sofia Manzano
- Zuleika Alambert